# La Creu de l'Aragall (Castellví de Rosanes)
La Creu de l'Aragall és una muntanya de 548 metres que es troba entre els municipis de Castellví de Rosanes i de Corbera de Llobregat, a la comarca del Baix Llobregat, a la Serra de l'Ordal.
Al cim podem trobar-hi un vèrtex geodèsic (referència 283124001), i també s'hi pot trobar la creu que dona nom al cim. La creu original es va construir cap al 1909 a la memòria d'en Joseph Rifà i Munt, mort l'any 1900. Sota mateix, en terrenys ocupats per la urbanització La Creu de l'Aragall s'hi troba el Pla dels Voluntaris, on l'any 1811 el coronel Manso va entrenar un nombrós grup de voluntaris (uns 20.000) que formaren el Batalló de Caçadors de Catalunya, també conegut com a Batalló Manso.